# Amnestia dla obywateli polskich w ZSRR
Amnestia dla obywateli polskich w ZSRR – uwolnienie przez NKWD w konsekwencji układu Sikorski-Majski części obywateli polskich aresztowanych i deportowanych uprzednio przez NKWD po agresji ZSRR na Polskę 17 września 1939.
Po zawarciu paktu Ribbentrop-Mołotow, agresji ZSRR na Polskę 17.09.1939, wojskowej okupacji terytorium Rzeczypospolitej przez Wehrmacht i Armię Czerwoną, a następnie formalnym traktacie rozbiorowym (pakcie o granicach i przyjaźni) zawartym pomiędzy III Rzeszą a ZSRR 28 września 1939 sowieckie władze okupacyjne po przeprowadzeniu pseudowyborów dokonały w październiku 1939 formalnej aneksji okupowanych terenów II Rzeczypospolitej. Konsekwencją aneksji było narzucenie mieszkańcom terenów okupowanych obywatelstwa ZSRR i rozpoczęcie procesu sowietyzacji terenów okupowanych i systematycznych represji policyjnych NKWD.
Po agresji III Rzeszy na ZSRR władze ZSRR pod naciskiem brytyjskim były zmuszone przywrócić stosunki dyplomatyczne z Rządem RP, zerwane jednostronnie w dniu agresji na Polskę 17 września 1939, zgodzić się na uwolnienie aresztowanych i deportowanych przez NKWD obywateli Rzeczypospolitej i na tworzenie Polskich Sił Zbrojnych w ZSRR podporządkowanych rządowi Rzeczypospolitej, pod dowództwem byłego więźnia Łubianki gen. Władysława Andersa. W wykonaniu układu Sikorski-Majski 12 sierpnia 1941 Prezydium Rady Najwyższej ZSRR wydało dekret o amnestii dla obywateli polskich. Zgodnie z nim podlegali natychmiastowemu uwolnieniu obywatele RP – jeńcy wojenni, internowani, więźniowie więzień i łagrów, osoby pozostające pod śledztwem, zesłani osadnicy wojskowi, leśnicy oraz członkowie rodzin osób represjonowanych i wysiedlonych. Według danych NKWD przekazanych Stalinowi przez Berię 1 sierpnia 1941 dekret miał dotyczyć 381 220 osób, określanych jako byli obywatele polscy, w tym 26 160 jeńców, również określanych jako byli. Ustępstwa Stalina były wywołane przez katastrofalną sytuację militarną ZSRR w 1941 r. i potrzebę materialnej pomocy Wielkiej Brytanii i USA. Po klęsce Wehrmachtu pod Moskwą z zawartych uzgodnień strona radziecka zaczęła się stopniowo wycofywać.1 grudnia 1941 strona radziecka uznała jednostronną notą, że „amnestia” obejmuje wyłącznie osoby narodowości polskiej, co nie było uznawane przez stronę polską, gdyż ZSRR jednostronnie uzurpował sobie prawo rozstrzygania o definicji obywatelstwa Polski. NKWD uniemożliwiało faktycznie obywatelom polskim innych narodowości uwolnienie i wstąpienie do Wojska Polskiego, powołując się na sowiecką interpretację układu Sikorski-Majski. W praktyce władze ZSRR uznawały polskie obywatelstwo ludności żydowskiej pochodzącej z centralnych i zachodnich terenów państwa, a bałagan administracyjny umożliwił wielu obywatelom narodowości białoruskiej i ukraińskiej, przy zadeklarowaniu narodowości polskiej uwolnienie z więzień, obozów i zesłania i ochotnicze wstąpienie do Polskich Sił Zbrojnych w ZSRR (Armii Andersa).
Dekret był realizowany selektywnie – znany jest przypadek uporczywego przetrzymywania w Ust’wymlagu profesora Stanisława Swianiewicza, zwolnionego dopiero na osobistą interwencję ambasadora Stanisława Kota. Innym znanym przykładem jest zwolnienie Gustawa Herlinga-Grudzińskiego dopiero w listopadzie 1941, po ogłoszeniu przez niego głodówki. Innymi utrudnieniami było blokowanie informacji o tworzonej armii lub podawanie informacji fałszywych o miejscach jej formowania.
W historiografii polskiej najczęściej spotykane jest określenie „tzw. amnestia”, gdyż uwolnieni w wyniku dekretu nie popełnili przestępstw w świetle prawa polskiego i międzynarodowego i nie podlegali jurysdykcji ZSRR jako obywatele obcego państwa. Byli w konsekwencji przetrzymywani bez podstawy prawnej – poddani bezprawnym represjom. Narzucona przez ZSRR zmiana obywatelstwa polskiego była nieważna w świetle prawa międzynarodowego (Konwencja haska IV (1907), ratyfikowana przez Rosję w art. 43 głosi Z chwilą faktycznego przejścia władzy z rąk rządu legalnego do rąk okupanta, tenże poweźmie wszystkie będące w jego mocy środki, celem przywrócenia i zapewnienia, o ile to jest możliwem, porządku i życia społecznego, przestrzegając, z wyjątkiem bezwzględnych przeszkód, prawa obowiązujące w tym kraju).
W opinii przeciwników układu Sikorski–Majski, zgadzając się na użycie słowa „amnestia” Sikorski de facto uznał władzę ZSRR na terytoriach wcielonych do tego państwa po 1939.
Wymiernym efektem amnestii było uwolnienie kilkuset tysięcy ludzi z więzień i łagrów, jeńców wojennych i zesłańców i utworzenie w oparciu o rekrutację spośród uwolnionych Polskich Sił Zbrojnych w ZSRR (Armii Andersa). Konsekwencją było ewakuowanie z ZSRR ponad 100 000 obywateli polskich, w tym świadków zbrodni katyńskiej (Stanisław Swianiewicz) i innych masowych zbrodni NKWD. 2 Korpus Polski utworzony z oddziałów ewakuowanych z ZSRR brał udział w kampanii włoskiej, w tym w bitwie o Monte Cassino, bitwie o Anconę i bitwie o Bolonię, stanowiąc największą liczebnie formację Polskich Sił Zbrojnych na Zachodzie. Pozostałych w ZSRR obywateli RP już w 1942 poddano nowym represjom, w szczególności masowej akcji paszportyzacji – wymuszania zrzeczenia się obywatelstwa polskiego.